# Географія Литви

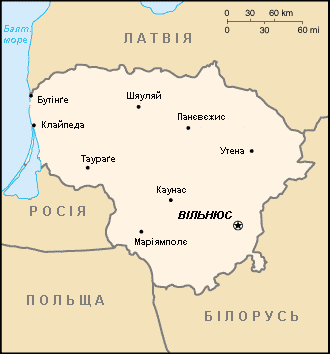
Мапа Литви

Литовська республіка — держава в Північній Європі, розташована на східному узбережжі Балтійського моря. Столиця — місто Вільнюс. Литва є членом НАТО і Європейського Союзу. Площа країни — 65 301 км². Населення — 3 440 600 осіб (станом на лютий 2005 року).

## Назва
Литовська мова дозволяє припустити, що назва країни Литва (лит. Lietuvá) походить від слова lieti, що означає консолідувати або об'єднуватися. Імовірно, існував, союз литовських племен, який об'єднав етнічні литовські землі. Інше походження назви може бути пов'язане з гідронімом, можливо, від річки Lietava в центральній частині Литви. Цей гідронім пов'язаний з литовським lieti (корінь lie-) — лити або розливати.
Робилися спроби зв'язати з лат. litus — берег. Литва (родовий відмінок Litvae), перший латинський варіант топоніма, з'являється в одному літописі за 1009 рік. Вчені XVI століття пов'язували назву країни з лат. litus — труби. Можливо, дерев'яні труби, на яких грали в литовських племенах. Популярне твердження про те, що назва країни походить від слова лит. Lietus — дощ.

## Розташування
Литва — найбільша за площею та кількістю населення держава з трьох прибалтійських республік. Кордони Литовської республіки після її проголошення в 1918 році неодноразово змінювалися (віленське питання, клайпедське питання) і у сучасному вигляді були зафіксовані після закінчення Другої світової війни і остаточної анексії СРСР в 1945 році як адміністративні кордони Литовської РСР.
Після фактичного відновлення Литовської республіки в 1988 році та остаточного виходу з СРСР в 1991 році кордони Литовської РСР були збережені.
Загальна протяжність кордону по суші — 1 725 км: з Білоруссю — 724 км; з Латвією — 588 км; з Росією — 303 км; з Польщею — 110 км. Довжина з півночі на південь — 276 км; з заходу на схід — 373 км.

### Крайні пункти
- Географічні координати: 54°38' пн. ш., 25°06' сх. д.. За розрахунками деяких сучасних географів біля литовського села Пурнушкес (лит. Purnuškės, 26 км на північ від Вільнюса) розташований географічний центр Європи (54°54′ пн. ш., 25°19′ сх. д.).
- Крайні точки:
  - північ — 56°27' пн. ш.
  - південь — 53°54' пн. ш.
  - захід — 20°56' сх. д.
  - схід — 26°51' сх. д.
- Найнижча точка — рівень Балтійського моря, 0 м.
- Найвища точка — пагорб Юозапіне (лит. Juozapinės kalnas), 293,6 м над рівнем моря.

## Геологія
|                                    |                        |                         |
| Геологічна карта Балтійського моря | Епоха Анцилового озера | Епоха Літоринового моря |

### Корисні копалини
Країна має досить великі поклади вапняку, глини, кварцового та гіпсового піску, доломітів, що робить можливим виробництво високоякісного цементу для будівельних потреб. У Литві є також досить потужні джерела мінеральних вод, але країна має незначні запаси енергоносіїв та промислово важливих копалин. Поклади нафти були відкриті в Литві в 1950-х роках, але на сьогодні експлуатуються лише декілька нафтовидобувних станцій на заході країни. За оцінками на шельфі Балтійського моря та в західних чатинах Литви залягають запаси нафти, величина яких дозволяє їх економічну експлуатацію, проте їх розробка забезпечуватиме лише близько 20 % річної потреби країни в нафтопродуктах протягом 20 років. Литва також має значний потенціал термальної енергії вздовж балтійського узбережжя, придатний для забезпечення теплом сотень тисяч домогосподарств за прикладом Ісландії. На півдні країни залягають поклади залізної руди, їхня експлуатація, можливо, спричинить значні проблеми з довкіллям і перспектива залежить від здатності Литви залучити іноземні інвестиції і технології.

## Рельєф

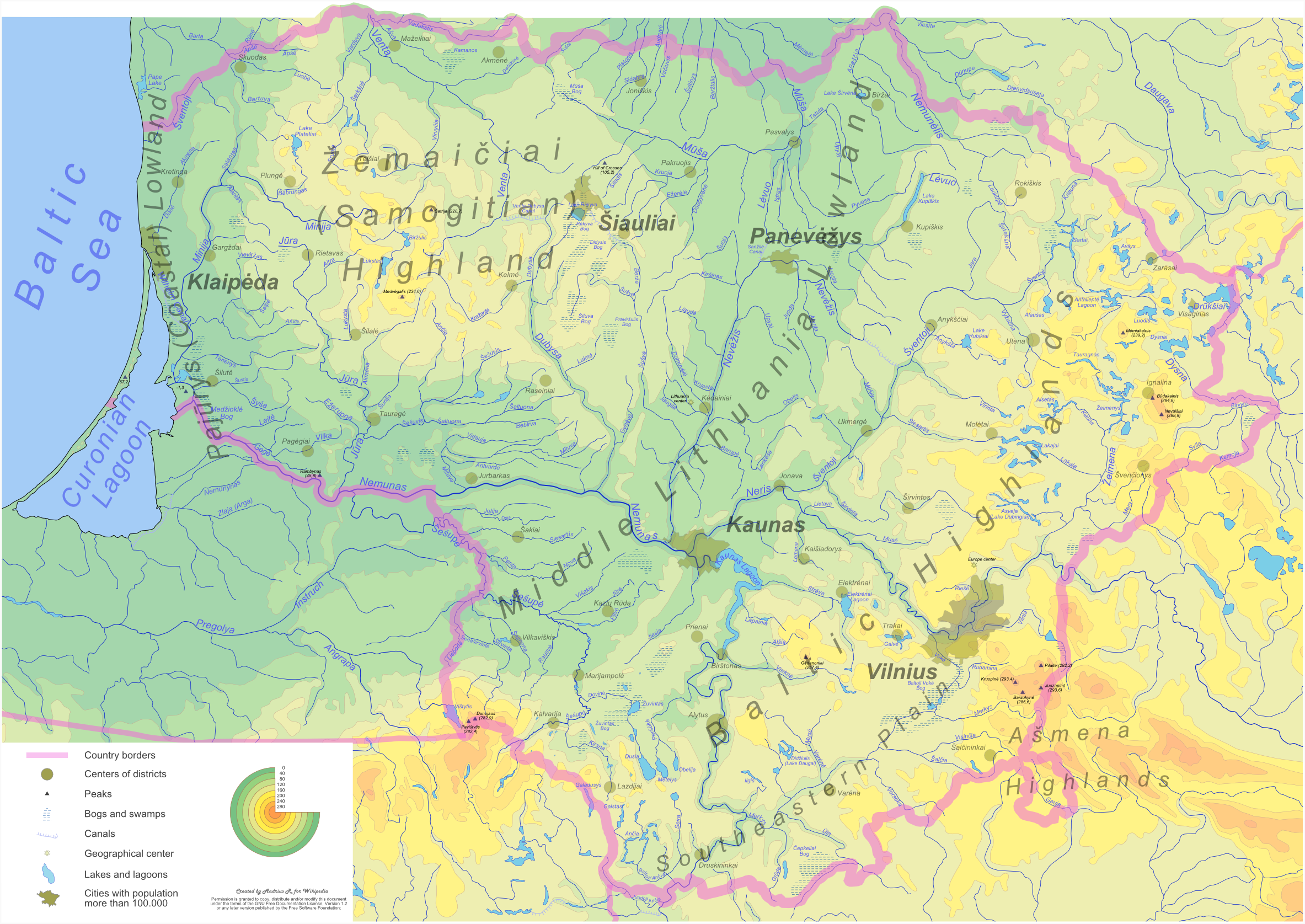
Фізична карта Литви

Литва розташована на відрогах Східноєвропейської рівнини. Її сьогоднішній ландшафт сформувався в останній льодовиковий період і має рівнинний характер з невисокими моренами. Найвища точка Литви зафіксована на південному сході країни, 23,5 км від Вільнюса — пагорб Юозапіне (293,6 м).

### Узбережжя

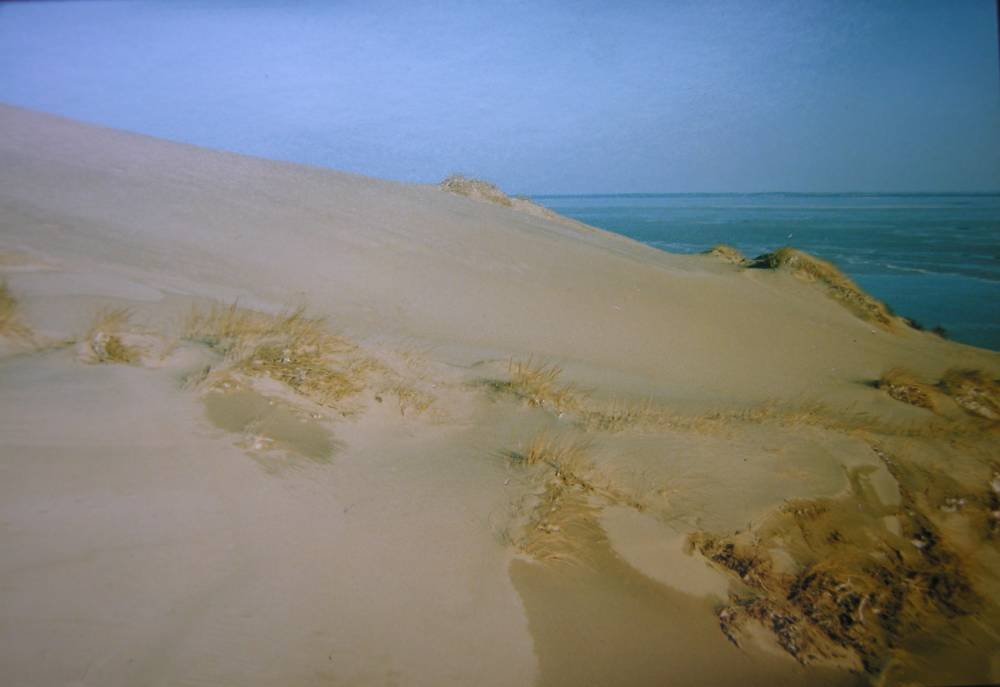
Піщані дюни на Куршській косі

Довжина морського узбережжя 99 км. Територіальні води — 12 морських миль.
Типовими для ландшафту балтійського узбережжя є піщані дюни. Найбільший півострів Литви -- Куршська коса (лит. Kuršių Nerija) — піщана смуга, що простягається на 98 км від містечка Зеленоґрадськ Калінінґрадської області Російської Федерації до литовської Клайпеди, з'єднуючи протокою Балтійське море та Куршську затоку. Ширина коси в найвужчому місці складає 400 м, а в найширшому — 3,8 км.

## Клімат
Клімат Литви помірно м'який і змінюється в міру просування в глибину країни — з морського на узбережжі до континентального в найсхідніших районах. Середня температура на узбережжі −1,6 °C в січні та 17,8 °C в липні. У Вільнюсі середня температура становить −2,1 °C в січні та +18,1 °C в липні. Річна кількість опадів становить в середньому на узбережжі 717 мм і 490 мм в східних частинах країни. Сезон вегетації триває 202 дні в західних частинах та 169 днів в східних частинах країни.

## Гідрографія

### Річки
На території Литви є 758 річок довжиною більше 10 км. Судноплавними є лише 600 км від загальної довжини рік.
Найбільші річки Литви:
- Німан (лит. Nemunas, біл. Нёман) — загальна довжина 917 км, бере початок на території сусідньої Білорусі, литовський відрізок становить 475 км;
- Неріс (лит. Neris) — 510 км;
- Вента (лит. Venta) — 346 км;
- Шешупе (лит. Šešupė) — 298 км.

### Озера

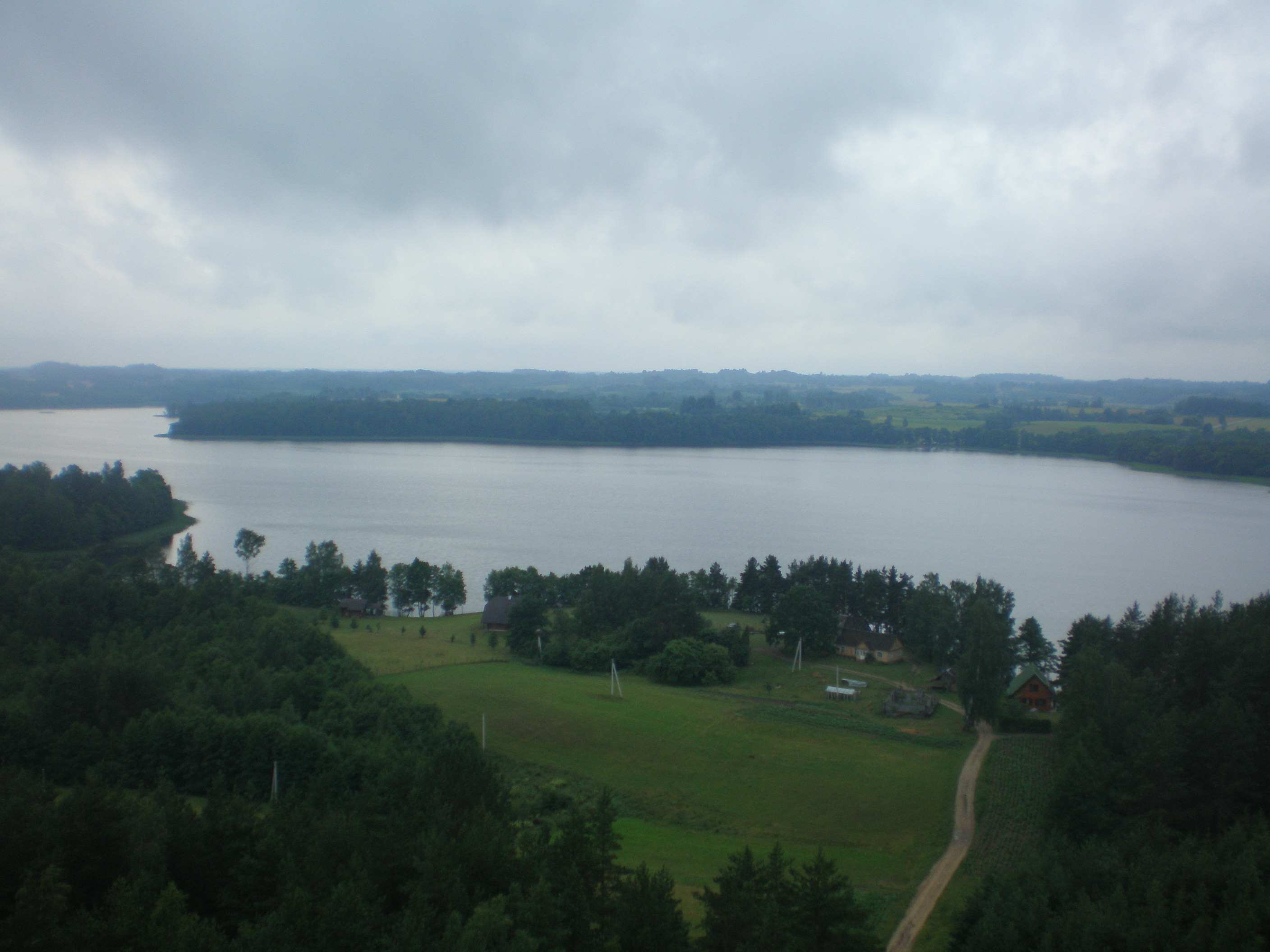
Озеро в національному парку «Аукштота»

У Литві налічується 2 833 озера, величиною понад 1 гектар, та велика кількість менших. Більшість озер розташовані на сході та півдні країни в Аукштоті (відомий національний парк «Аукштота») та Дзукії. Найбільше озеро — Друкшяй (лит. Drūkšiai, біл. Дрисвяты) на кордоні Латвії, Литви і Білорусі. Найглибше озеро — Таурагнас (лит. Tauragnas, 61 м). Найдовше озеро — Асвея (лит. Asveja), протяжність 30 км, поблизу містечка Дубінґяй.

## Рослинність
Лісом вкриті 30 % території країни. Більшість озер розташовані на сході та півдні країни в Аукштоті (відомий Аукштотський національний парк) та Дзукії.

## Охорона природи

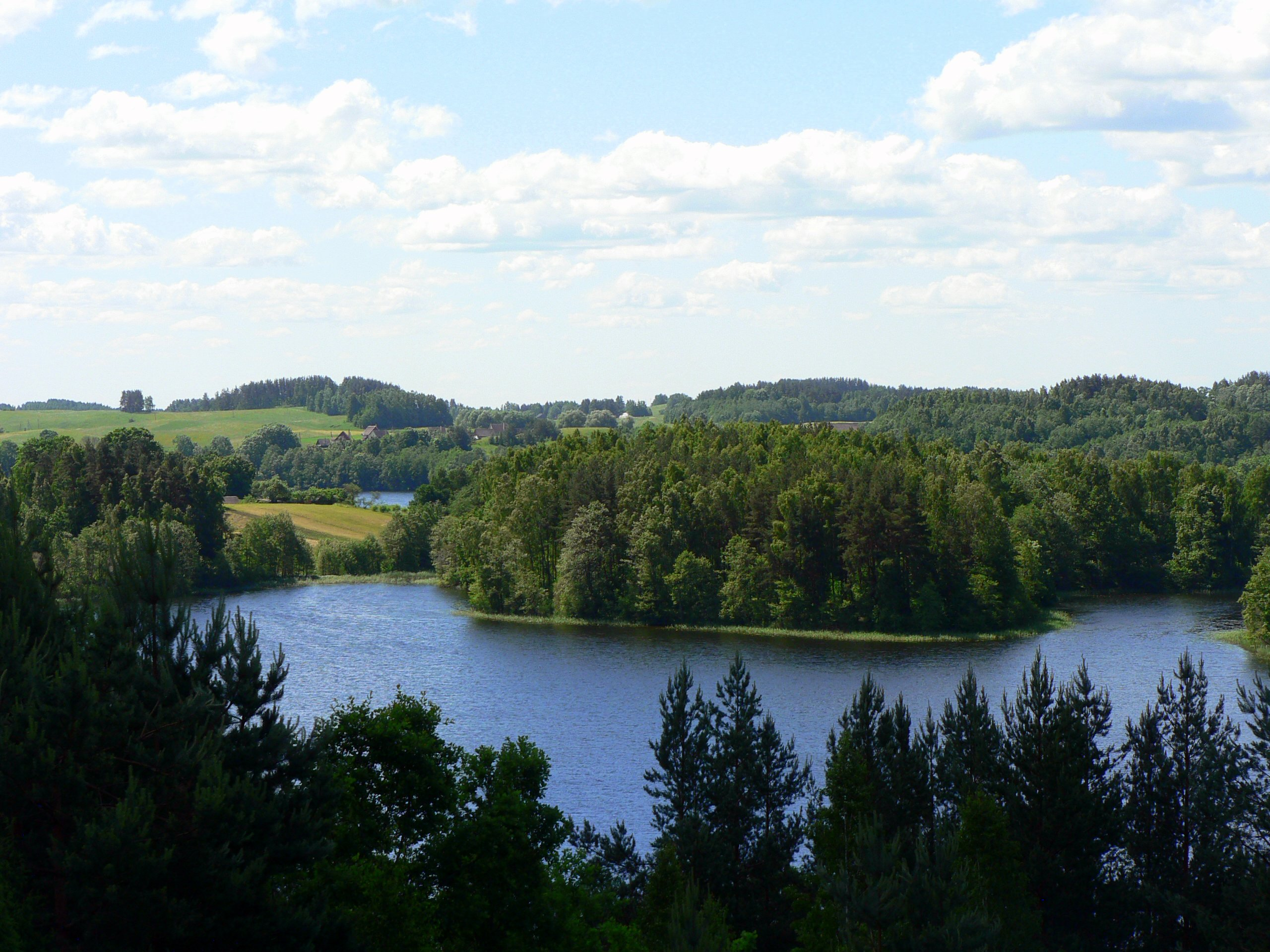
Аукштотський національний парк поблизу Інгаліни

У 2000 році неповторний природний комплекс Куршської коси було занесено до Списку світової спадщини ЮНЕСКО.

## Фізико-географічне районування
Хоч Литва і не є великою країною, але серед її рівнин вирізняють чотири ландшафтні зони:
- Середньолитовська низовина
- Поморська низовина,
- Жмудська рівнина,
- Віленська рівнина.

Земельні ресурси Литви (оцінка 1993 року):
- придатні для сільськогосподарського обробітку землі — 35 %;
- землі, що перебувають в постійному обробітку — 12 %;
- землі, що постійно використовуються як пасовища — 7 %;
- землі, зайняті лісами — 31 %;
- інші — 15 %.

Зрошувані землі: 439 км².

## Етнографічні регіони

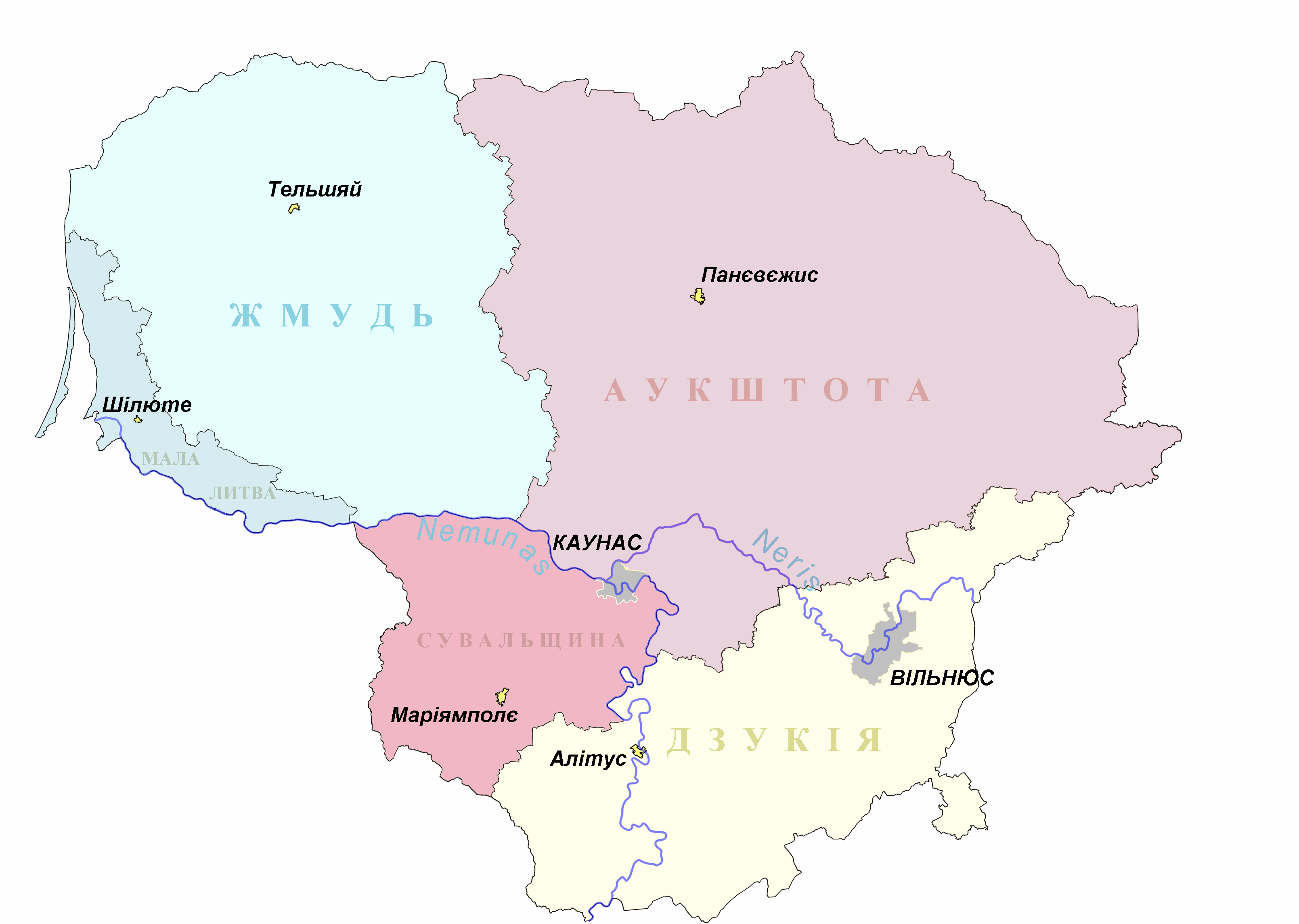
Етнографічні регіони Литви

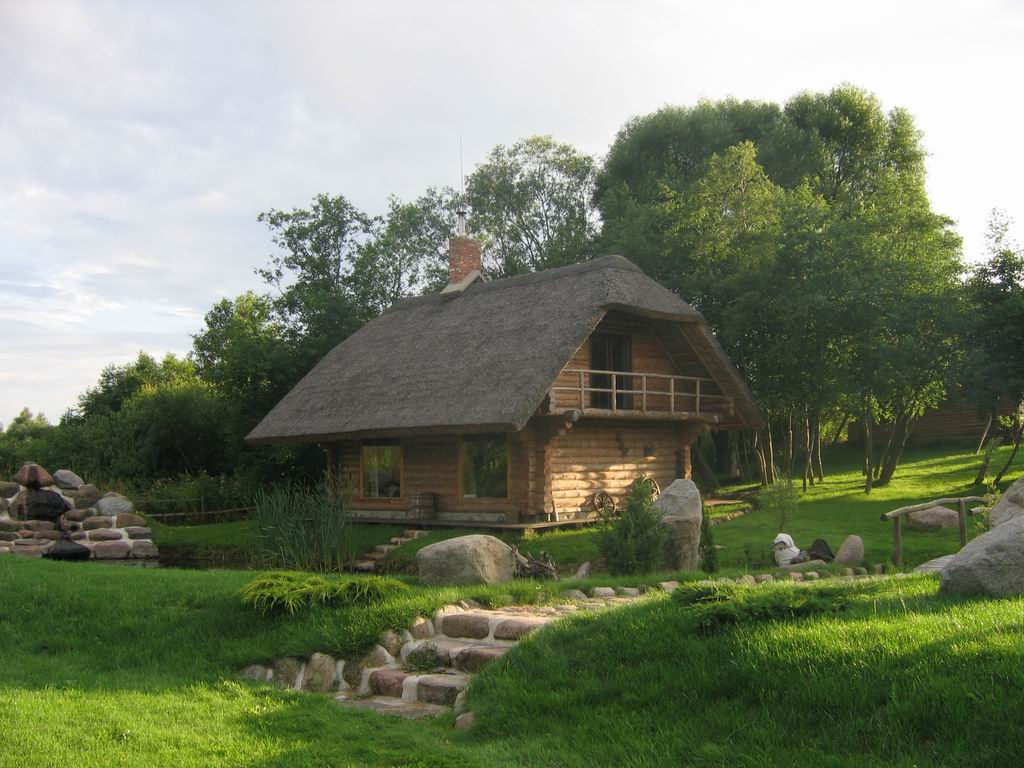
Селянський котедж поблизу Кретинги, місце агротуризму

Литва — невелика і майже однорідна країна, проте литовці розрізняють чотири великі етнографічні регіони, що мають деякі відмінності у традиціях, діалектах та ландшафті:
- Аукштота (Верхня Литва, лит. Aukštaitija, пол. Auksztota, біл. Аўкштота) — найбільший з регіонів, займає велику територію на північному сході країни понад течією Нємана, між кордонами з Латвією та Білоруссю і столицею Вільнюсом.
- Жмудь (Жемайтія, Самоґітія або Нижня Литва, лит. Žemaitija, пол. Żmudź, біл. Жмудзь) — регіон на північному заході понад течією Нємана. Жмудський та аукштотський діалекти є, з сучасного погляду, двома основними діалектами литовської.
- Сувальщина (лит. Suvalkija, пол. Suwalszczyzna, біл. Сувалкія) — традиційно заможний регіон на південному заході довкола Маріямполє.
- Дзукія (лит. Dzūkija, пол. Dzukija, біл. Дзукія) — традиційно бідні лісисті землі на півдні Литви вздовж кордону з Білоруссю.

П'ятим регіоном, який сьогодні часто відносять до Жмуді, можна вважати Малу Литву (пол. Mažoji Lietuva, пол. Mała Litwa, біл. Малая Летува) або, як її ще називають, Клайпедський край (пол. Klaipėdos kraštas, пол. Kraj Kłajpedzki) — смугу території на крайньому заході країни, яка разом з містом Клайпеда до 1918 року була частиною Східної Пруссії і входила до складу Німецької імперії.
Найбільші міста Вільнюс і Каунас традиційно не відносять до жодного з регіонів, оскільки ті розташовані на зламі їхніх впливів.